# Journal of the Atmospheric Sciences
Journal of the Atmospheric Sciences (JAS) – recenzowane czasopismo naukowe publikujące prace z zakresu nauk o atmosferze. Założone w 1944 roku jako Journal of Meteorology, czasopismo zmieniło nazwę na obecną w 1962 roku, aby lepiej odzwierciedlić poszerzony zakres tematyczny o badania naukowe wykraczające poza wyłącznie zjawiska meteorologiczne.

## Zakres i tematyka
Journal of the Atmospheric Sciences publikuje oryginalne artykuły badawcze, przeglądowe oraz studia zjawisk atmosferycznych dotyczących m.in.: dynamiki atmosferycznej, fizyki chmur i opadów, promieniowania atmosferycznego, meteorologii mezoskalowej i warstwy granicznej, procesów klimatycznych, badań teoretycznych, obserwacyjnych i modelowych. Czasopismo kładzie szczególny nacisk na publikowanie artykułów dotyczących zrozumienia procesów fizycznych zachodzących w atmosferze, stosując zarówno analizy teoretyczne, jak i zaawansowane techniki modelowania. 

## Proces redakcyjny
Czasopismo zarządzane jest przez Amerykańskie Towarzystwo Meteorologiczne, a jego prace redakcyjne prowadzi zespół ekspertów w różnych subdyscyplinach nauk o atmosferze. Redaktor naczelny, mianowany przez AMS, nadzoruje proces recenzji naukowej.

## Historia
JAS kontynuuje tradycję czasopisma Journal of Meteorology, założonego we  wrześniu 1944 roku, początkowo skupiając się na badaniach meteorologicznych. Rozwój nauk o atmosferze jako interdyscyplinarnej dziedziny nauki skłonił do zmiany nazwy czasopisma w 1962 roku, aby uwzględnić szerszy zakres badań obejmujących fizyczne, chemiczne i dynamiczne aspekty atmosfery. W tym samym czasie powstało czasopismo  Journal of Applied Meteorology (JAM). W ciągu dziesięcioleci JAS przyczynił się do postępu w dziedzinach prognozowania numerycznego pogody, teledetekcji satelitarnej, modelowania klimatu oraz zrozumienia procesów atmosferycznych. Niektóre z fundamentalnych prac dotyczących mikrostruktury chmur oraz transferu promieniowania atmosferycznego zostały opublikowane w JAS, wywierając istotny wpływ na modele klimatyczne i meteorologiczne. Jednym z artykułów opublikowanych w JASie była praca Edwarda Lorenza na temat chaosu. Przez wiele lat było to najważniejsze amerykańskie czasopismo z zakresu fizyki atmosfery.   Z czasem, podążając za rozwojem meteorologii, fizyki atmosfery, chemii atmosfery i klimatologii,  AMS zaczęło wydawać inne czasopisma; w 2018 roku było ich 12. AMS wydaje czasopismo Monthly Weather Review, które w 2022 roku obchodziło 150-lecie istnienia, ale zostało one dołączone do wydawnictw AMS  dopiero w 1974 roku.